# 인제남초등학교
인제남초등학교는 대한민국 강원특별자치도 인제군에 있는 초등학교이다.

## 학교 연혁
- 1960년 9월 23일 인제국민학교 남북분실
- 1965년 4월 1일 개교(10학급)
- 1999년 5월 18일 교사 신축(교사동 12실, 본관동 19실) 준공
- 2014년 2월 14일 제49회 졸업식(53명/ 누계 3,291명)
- 2014년 3월 1일 제15대 김종국 교장 부임
- 2023학년도 이현길 교장 부임